# Back to Mine
Back to Mine est une série de 28 compilations généralement mixées par des compositeurs de musique électronique et des DJs renommés, éditée par le label Disco Mix Club entre 1999 et 2008.
Le travail artistique des volumes 6 à 19 et 25 à 28 est réalisé par l'artiste londonien Tommy Penton.

## Albums de la série
- Volume 1 – 1999 : Back to Mine : Nick Warren (en) par Nick Warren (en)
- Volume 2 – 1999 : Back to Mine : Dave Seaman par Dave Seaman (en)
- Volume 3 – 1999 : Back to Mine : Danny Tenaglia par Danny Tenaglia
- Volume 4 – 2000 : Back to Mine : Groove Armada (en) par Groove Armada
- Volume 5 – 2000 : Back to Mine : Faithless par Faithless
- Volume 6 – 2001 : Back to Mine : Everything but the Girl par Everything but the Girl
- Volume 7 – 2001 : Back to Mine : Morcheeba par Morcheeba
- Volume 8 – 2001 : Back to Mine : Talvin Singh (en) par Talvin Singh
- Volume 9 – 2002 : Back to Mine : M.J. Cole par M.J. Cole
- Volume 10 – 2002 : Back to Mine : Orbital par Orbital
- Volume 11 – 2002 : Back to Mine : New Order par New Order
- Volume 12 – 2003 : Back to Mine : The Orb par The Orb
- Volume 13 – 2003 : Back to Mine : Underworld par Underworld
- Volume 14 – 2003 : Back to Mine : Tricky par Tricky
- Volume 15 – 2003 : Back to Mine : Audio Bullys (en) par Audio Bullys
- Volume 16 – 2004 : Back to Mine : Death in Vegas par Death in Vegas
- Volume 17 – 2004 : Back to Mine : Richard X par Richard X (en)
- Volume 18 – 2004 : Back to Mine :  par Lamb
- Volume 19 – 2004 : Back to Mine :  par Carl Cox
- Volume 20 – 2005 : Back to Mine : Pet Shop Boys par Chris Lowe et Neil Tennant (Pet Shop Boys)
- Volume 21 – 2005 : Back to Mine : Adam Freeland (en) par Adam Freeland
- Volume 22 – 2005 : Back to Mine : Roots Manuva par Roots Manuva
- Volume 23 – 2006 : Back to Mine : Liam Prodigy par Liam Howlett (The Prodigy)
- Volume 24 – 2006 : Back to Mine : Mercury Rev par Mercury Rev
- Volume 25 – 2007 : Back to Mine : Röyksopp (en) par Röyksopp
- Volume 26 – 2007 : Back to Mine : Bugz in the Attic par Bugz in the Attic (en)
- Volume 27 – 2007 : Back to Mine : Guillemots par Guillemots
- Volume 28 – 2008 : Back to Mine : Krafty Kuts par Krafty Kuts (en)

## Séries similaires
- DJ-Kicks
- Fabric
- Fabric live
- Late Night Tales